# الیور ای. آنگر
الیور ای. آنگر (انگلیسی: Oliver A. Unger؛ ‏ ۲۸ اوت ۱۹۱۴ – ۲۷ مارس ۱۹۸۱) تهیه‌کننده فیلم و تلویزیون و همچنین توزیع‌کننده فیلم اهل ایالات متحده آمریکا بود.آنگر ابتدا در مدرسه گرامر کلمبیا تحصیل کرد و در سال ۱۹۳۱ فارغ‌التحصیل شد و سپس مدرک کارشناسی هنر خود را در سال ۱۹۳۵ از دانشگاه سیراکیوس دریافت کرد.
از فیلم‌ها یا مجموعه‌های تلویزیونی که وی در آن‌ها نقش داشته است، می‌توان به حوا اشاره نمود.